# Kogyae-Reservat
Das Kogyae-Reservat (engl. Kogyae Strict Nature Reserve) ist ein Tierreservat in Ghana in der Ashanti Region mit einer gesamten Fläche von ca. 50.000 ha gelegen in der Übergangszone zwischen tropischem Regenwald und Feuchtsavanne.
Dieses Gebiet liegt auf einem traditionell heiligen Landstrich, der aufgrund eines Stammeskrieges zwischen den Kumawu und Kwamang diesen Status erlangt hat.
Dieses Reservat ist nur zu Forschungszwecken und mit Sondergenehmigung zugänglich. Durch Wilddiebe und bedrängt durch den nahegelegenen Ackerbau ist dieses Schutzgebiet dennoch stark betroffen. Vor allem fünf Affenarten werden hier geschützt.
Der Wasserbock ist das Wahrzeichen dieses Reservats. 